# Grote behangersbij
De grote behangersbij (Megachile lagopoda) is een vliesvleugelig insect uit de familie Megachilidae. De wetenschappelijke naam van de soort is gepubliceerd in 1761 door Linnaeus.